# Aire rico
Aire Rico es el segundo álbum de estudio de Buenos Muchachos, aunque el primero en ser editado y grabado con cierto profesionalismo. Fue editado en 1999 y terminó de consagrar a la banda como una banda de culto en la movida under montevideana.
Consta de 15 tracks, el último de los cuales (que dura 21 minutos) consta de canciones. La canción más conocida del disco es «Cecilia», un clásico del rock uruguayo.
La mayoría de las letras son en español, aunque también hay canciones en inglés y otras que mezclan ambos idiomas.  Musicalmente se lo puede encasillar como un disco de rock clásico. Las letras se destacan por su poesía melancólica y ácida.

## Canciones
1. «Venteveo»
2. «Desestrés»
3. «Cecilia»
4. «De a 2 mejor»
5. «Andoamandoamanda»
6. «Vamos todavía uruguayo»
7. «Preludio de las cazadoras»
8. «Climático musto»
9. «___.___»
10. «Sin hogar»
11. «I dig you»
12. «Bachito (why go to hell)»
13. «Un salto en la ciudad»
14. «Rocanrolaso»
15. «Extra ball» (grabaciones del cuarto rojo)

## Datos técnicos
- Grabado, mezclado y masterizado en el Estudio «Tío Riki» por Riki Musso y Buenos Muchachos, exceptuando el track 15, grabado en un estudio móvil durante 1997.
- Montevideo, Uruguay, octubre de 1998 y marzo de 1999. Editado por Ayuí / Tacuabé.